# Jonas Fransson (fysiker)
Jonas Karl Fransson, ursprungligen Tom Jonas Fransson, född 8 december 1970 i Eksjö församling i Jönköpings län, är en svensk fysiker och professor.
Efter gymnasiestudier i Eksjö och Katrineholm läste han fysik vid Lunds universitet och fortsatte vid Uppsala universitet där han tog civilingenjörsexamen. 2002 disputerade på avhandlingen Non-orthogonality and electron correlations in nanotransport – spin- and time-dependent currents vid universitet i Uppsala. 2016 blev han professor där.
Jonas Fransson är gift med Johanna Fransson Trost (född 1970). Han har fyra barn.